# Wrocławski Rower Miejski
Wrocławski Rower Miejski (WRM) — sieć samoobsługowych wypożyczalni rowerów miejskich działająca we Wrocławiu od 8 czerwca 2011 roku. System obsługuje firma Nextbike.

## Historia
Budowę systemu rowerów miejskich na wzór paryskiego Vélib’ zapowiedział w 2007 roku ówczesny prezydenta miasta Rafał Dutkiewicz. Pierwszy, unieważniony, przetarg miał miejsce jeszcze w 2009 roku, powodzeniem zakończył się drugi rok później, w którym wybrano niemiecką firmę Nextbike jako operatora na lata 2011–2013. Przedsięwzięcie było pierwszym wdrożeniem NextBike w Polsce.
Sieć otwarto 8 czerwca 2011 roku jako drugą w Polsce po otwartej w 2008 sieci krakowskiej. Początkowo miała 13 stacji w ścisłym centrum miasta i 140 trzybiegowych rowerów. W ciągu pierwszego miesiąca funkcjonowania 140 rowerów wypożyczono 37 tysięcy razy. 
Przez 2 pierwsze etapy projektu (2011–2013 oraz 2014–2018) WRM operował w trybie stacyjnym. Rower można było wypożyczyć i oddać jedynie na stacjach dokujących wyposażonych w stojak blokujący koło. W 2018 roku dokonano 1,1 mln wypożyczeń, a aktywnych było 200 tys. kont. 
Szereg zmian wprowadzono w trzeciej odsłonie projektu rozpoczętej w 2019 roku. Od czerwca tego roku sieć składała się z 220 stacji oraz ponad 2000 rowerów. Zmienił się także model udostępniania rowerów na tzw. tryb mieszany. Rowery należy oddawać na parkingach rozrzuconych po mieście, jednak możliwe jest także oddanie pojazdu poza wyznaczonymi stacjami, co wiąże się z dodatkową opłatą potrącaną z konta. Jednocześnie użytkownik wypożyczający wolno zaparkowany rower i oddający go na stacji uzyskuje bonus finansowy.
Stacje rozmieszczono wówczas tak, aby znajdowały się w odległości nie większej niż 500 m dla 67% mieszkańców Wrocławia. Nowym podstawowym modelem roweru został pojazd siedmiobiegowy. Udostępnione zostały także rowery niestandardowe: familijne typu cargo, tandemy, rowery elektryczne, składaki i z napędem ręcznym oraz rowery dziecięce. Niestandardowe rowery trzeba wcześniej rezerwować.
Początkowo działanie sieci zawieszano na miesiące zimowe. Od 2019 roku rowery dostępne są w ograniczonej liczbie także zimą. Liczba dostępnych rowerów zmniejsza się w tym czasie do 600 sztuk.

## Działanie systemu
Do wypożyczania rowerów niezbędne jest założenie konta i opłata początkowa. Rejestracja pozwala na korzystanie z aplikacji mobilnej. Wypożyczanie jest możliwe także dzięki użyciu karty RFID.
W modelu funkcjonującym od 2019 roku po dokonaniu wypożyczenia system operatora zdalnie otwiera zamek O-Lock blokujący tylne koło roweru. Po zaparkowaniu zapięcie zamka ręcznie za pomocą dźwigni jest równoznaczne ze zwróceniem roweru.
Działanie finansowane jest po części z kasy miejskiej oraz z opłat za wypożyczenia. Korzystanie ze standardowych rowerów przez pierwsze 20 minut jest bezpłatne. Rowery specjalne i elektryczne rozliczane są na osobnych zasadach.